# Boscs montans de la serralada de l'Hàjar-Al Gharbi
Els boscos de muntanya de les muntanyes A l'Hàjar-al Gharbi són una ecoregió de l'ecozona afrotropical, definida per la WWF (codi d’ecoregió: AT0801), que s'estén sobre les muntanyes del nord-est d'Oman.

## Territori
És una ecoregió de prades que ocupa 25.500 km² a les muntanyes d'A l'Hàjar, que s'estenen del nord-oest al sud-est en un arc de 500 km paral·lels a la costa del golf d'Oman. L'ecoregió està envoltada pel desert i el semi-desert del golf d'Oman, a excepció de l'extrem sud, que voreja les sorres Wahiba, enclavament de l'ecoregió denominada desert àrab i arbust xeròfil saharo-àrab.
A l'Hàjar al Gharbi significa, en àrab, "Hàjar occidental", i de fet la serralada continua cap a l'est en una extensió coneguda com A l'Hàjar Ash Sharqi ("Hàjar oriental"); les dues parts estan separades per la divisió de Sumail. La part més alta de les muntanyes d'A l'Hàjar al Gharbi és el massís de pedra calcària del Jebal Akdar ("Muntanya Verda"), situat entre les parts occidental i oriental de la cadena. Té una amplada màxima de nord a sud que varia entre 10 i 40 km i una alçada màxima de 2980 m al Jebel Sham. Les muntanyes de l'Hàjar Ash Sharqi tenen una alçada màxima de 2152 m.
Geològicament, les muntanyes d’A l'Hàjar es componen principalment de calcària del Cretaci i la majoria de les seqüències geològiques queden exposades allí. Els plecs, les ondulacions i altres estructures, plantejades a l’Oligocè i al Miocè, s'alteren per formar un paisatge de pics i precipicis inaccessibles. Les roques ígnies i metamòrfiques també estan presents, incloent-hi les característiques ofiolites de color marró gris, formades a les profunditats de l'escorça terrestre i a la part superior del mantell i empeses a la superfície per formar turons i muntanyes irregulars.
Al Jebel Akdar, el període de desembre a març és el més fresc de l'any; en aquests mesos les tempestes violentes cauen a la regió i la pluja, la calamarsa i fins i tot la neu cauen del cel. D'abril a setembre, les temperatures augmenten, amb pluges i tempestes ocasionals provocades per la influència esporàdica del monsó que bufa de l'oceà Índic. Al voltant de 2000 m d'altitud en el Jebal Akdar es van registrar temperatures extremes (mínims de -3,50 ° C al gener i màxims de 34,50 ° C al juliol) i va caure una mitjana de 300-350 mm de pluja. A les rodalies, les temperatures són més altes i les pluges són impredictibles.

## Flora
La diversitat florística i el nombre d’endemismes són al mateix temps elevats en comparació amb els dels contraforts i la plana central. Les muntanyes del nord (incloent la península de Musandam) són la llar del 60% de les 1204 espècies de plantes vasculars d’Oman, incloent 16 espècies endèmiques d’aquest país. Llevat dels Uidians, les superfícies de l'ofiolita donen suport a la pobra vegetació. Al contrari, els sòls més rics de les zones calcàries donen suport a una vegetació més variada, que depèn de l'altitud. A Paliurus, a altituds més baixes, Paliurus spina-christi, Prosopis cineraria, Acacia tortilis i algunes espècies de figuera, especialment Ficus cordata. La riquesa d’espècies és major entre 1000 i 1500 m. A les vessants inaccessibles, l'Euphorbia larica és l'espècie més característica, associada a Acacia tortilis, A. gerrardii i Periploca aphylla. Entre 1100 i 2500 m es desenvolupa una vegetació forestal, on les espècies característiques són Olea europaea, Sideroxylon mascatense i Dodonaea viscosa. La banda de vegetació més alta, entre 2100 i 3000 m, ocupa els pics de la part central de les muntanyes d'Al Hàjar al Gharbi. Peculiars d’aquest paisatge es troben grans ginebres (Juniperus excelsa ssp. polycarpos) que formen matolls oberts, sovint acompanyats d’Olea europaea.

## Fauna
El tahr àrab (Arabitragus jayakari), una espècie de cabra salvatge que habita les vessants escarpades de les muntanyes i els penya-segats nus, només viu a les muntanyes del nord d'Oman i dels Emirats Àrabs Units i és endèmica de la regió. El 1978, es van estimar menys de 2.000 i encara es classifica com a espècie "amenaçada" a la llista vermella de la UICN. A la regió, especialment a la reserva de Wadi Sareen, també hi ha petites poblacions de gaseles de muntanya (Gazella gazella). Entre els carnívors, el lleopard d’Aràbia (Panthera pardus nimr) va desaparèixer de les muntanyes d’Al Hàjar durant els anys setanta a causa d’una intensa persecució per part de l’home. A l'Hàjar Ash Sharqi, sobreviuen espècimens dispersos de llop àrab (Canis lupus), hiena de ratlles (Hyaena hyaena) i potser gat salvatge (Felis silvestris).
A la serralada viuen tres espècies de dragó endèmic d'Oman: Asaccus montanus, Asaccus platyrhynchus i Pristurus gallagheri. No obstant això, hi ha cinc espècies més de l'ecoregió; altres llangardaixos i dragons: Asaccus caudivolvulus, Asaccus gallagheri, Pristurus celerrimus, Omanosaura jayakari i Omanosaura cyanura.
A la zona de Jebel Akdar, s'han registrat 71 espècies d'aus, de les quals 28 són permanents i 41 són migratòries, d'un total de 451 espècies reportades a Oman. Les muntanyes recolzen una població de voltor (Torgos tracheliotus), classificada com "vulnerable" per la UICN i molt rara a l'Orient Mitjà. A més, hi ha 5 espècies residents a l'Orient Mitjà: la perdiu d'Aràbia (Alectoris melanocephala), la perdiu de les sorres (Ammoperdix heyi), el mussol de Bruce (Otus brucei), la monja encaputxada (Oenanthe monacha) i la monja d’Hume (Oenanthe albonigra).

## Conservació
Es considera que l'ecoregió està en perill crític: les principals amenaces són el pasturatge, la mineria i la caça furtiva.